# Ball-Bartoe JW-1 Jetwing
Il Ball-Bartoe JW-1 "Jetwing" è un aereo sperimentale progettato e costruito negli anni settanta del XX secolo e rimasto allo stadio di prototipo.

## Storia del progetto

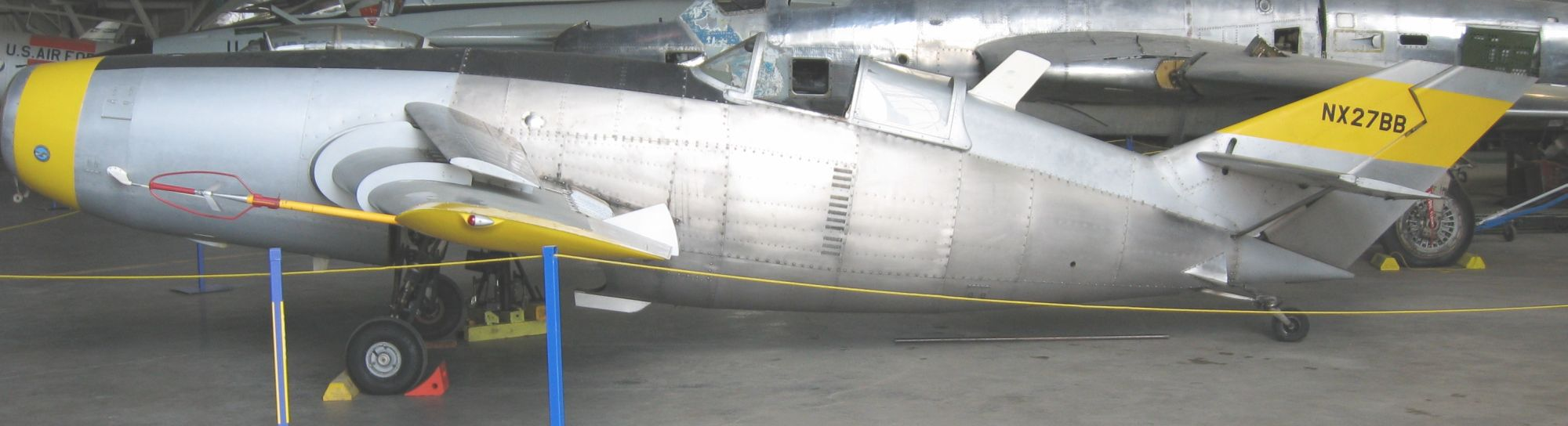
Il prototipo del Ball-Bartoe JW-1 Jetwing.

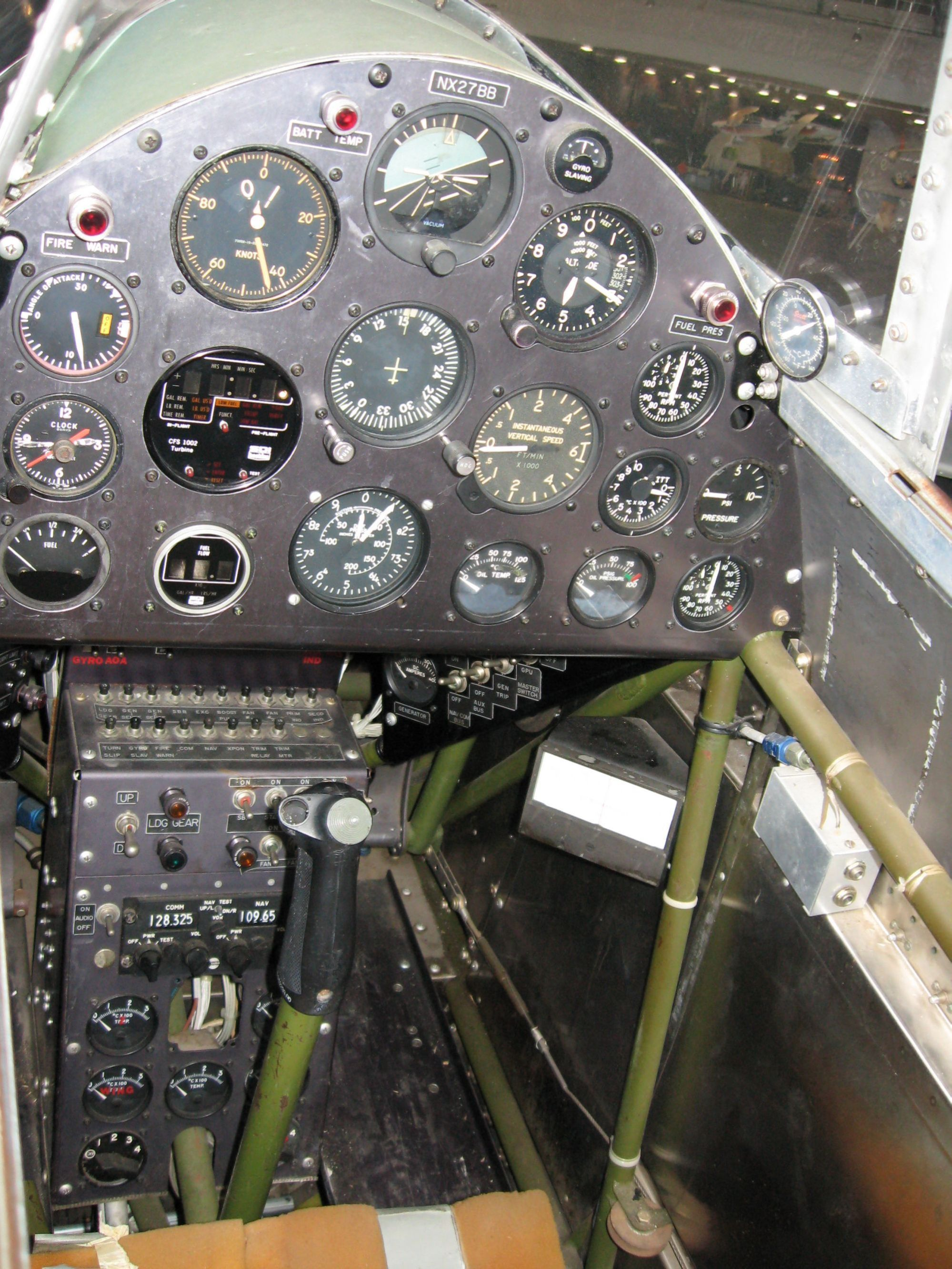
Il cockpit dello JW-1 Jetwing.

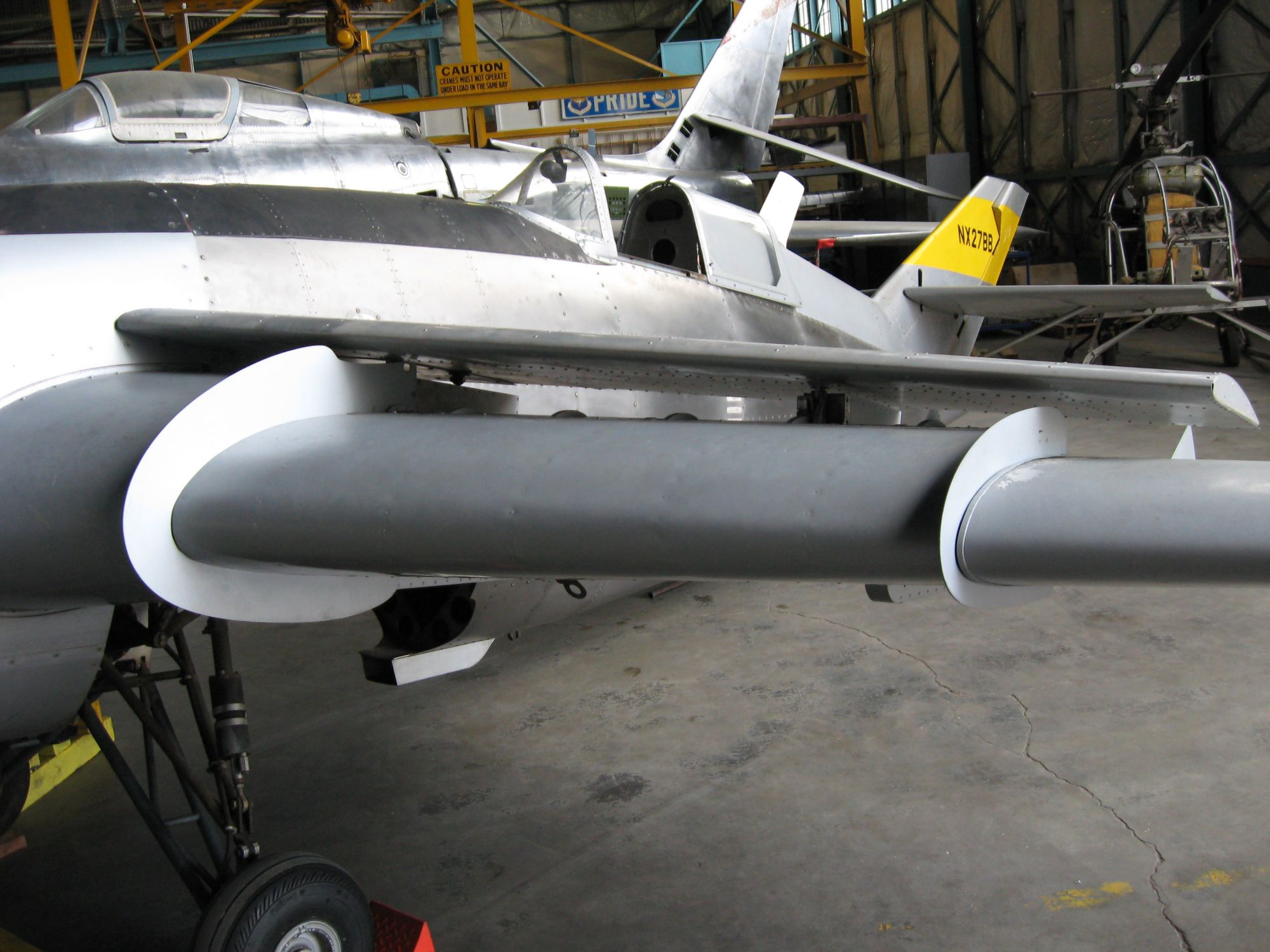
Vista anteriore degli "augmentor".

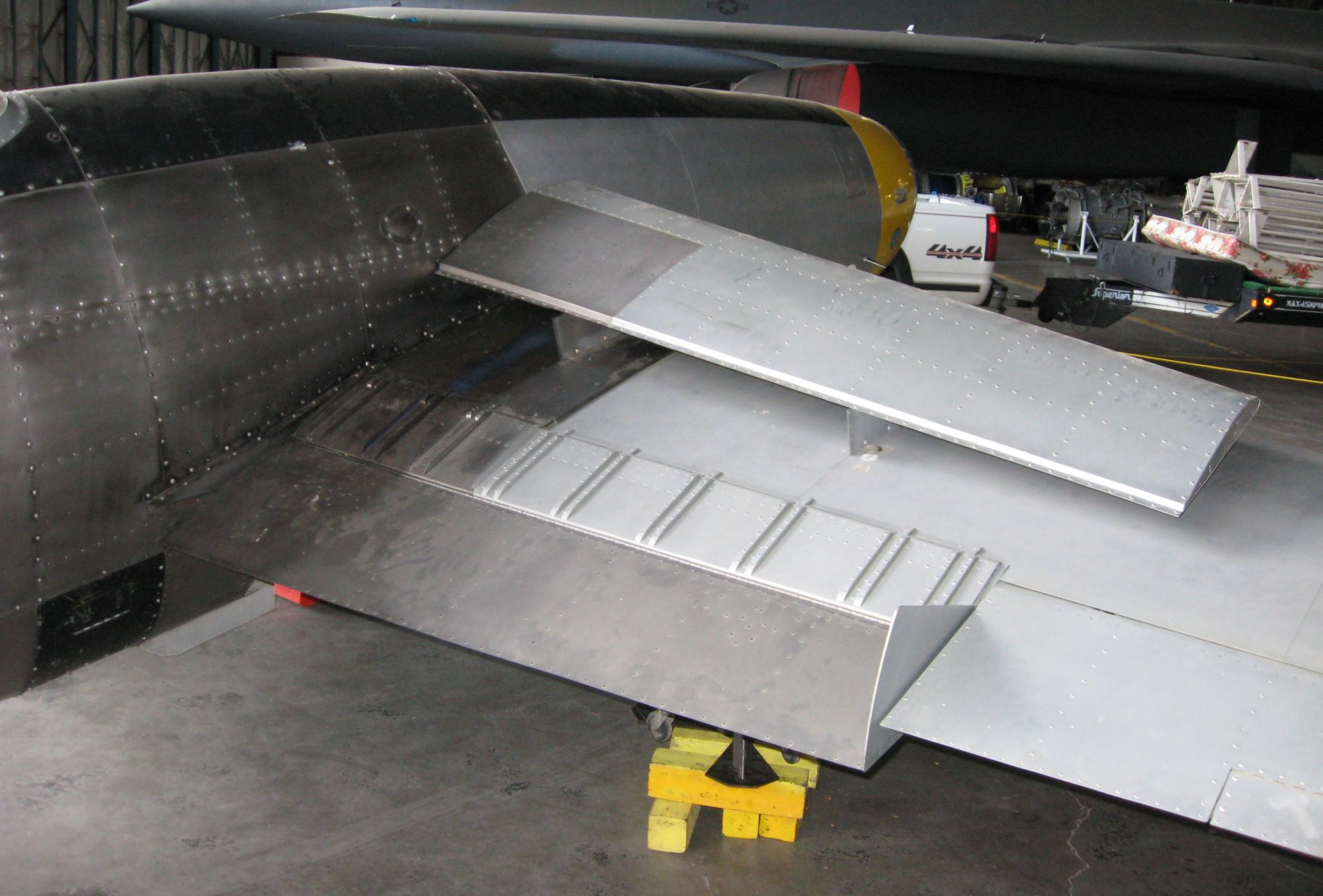
Vista posteriore degli "augmentor".

Nel 1969 l'ingegnere Otto Bartoe divenne presidente della Ball Corporation, una azienda che produceva barattoli di vetro per uso alimentare. Appassionato di aviazione convinse il Consiglio di amministrazione dell'azienda a finanziare la costituzione di una nuova società che avrebbe costruito un prototipo di aeroplano dotato di ala soffiata ad altissimo coefficiente di portanza. Esso doveva disporre di un turboreattore utilizzabile sia per la spinta che per il sostentamento, e di un'ala soffiata per quasi il 70% della sua apertura, il cui flusso avrebbe incrementato il coefficiente di portanza, provvedendo contemporaneamente alla propulsione. L'adozione di una seconda ala, denominata augmenter, e di flap di tipo Coandă progettati per curvare su di essi il flusso ad alta velocità avrebbe consentito al veicolo grandi capacità STOL e velocità minime impensabili per qualsiasi altro velivolo con motore a getto. Nel 1973 venne fondata a Boulder, Colorado, la Ball-Bartoe Aircraft, e Bartoe volle assumere due tecnici specializzati, Brad Davenport e Sig Williams. Sulla base di circa 200 disegni realizzati da Bartoe, i due tecnici realizzarono in quattro anni di lavoro un prototipo completamente sperimentale. I primi test nella galleria del vento della NASA evidenziarono un coefficiente di portanza massimo pari a 5, che consentiva di condurre decolli e atterraggi corti a bassa velocità, e riduceva al massimo la superficie alare e le dimensioni dell'aereo. I militari si interessarono al velivolo vista la sua capacità di operare da piste non preparate e dalle portaerei senza dovere essere dotato di ali ripiegabili, per la sua maneggevolezza, e per il decollo e l'atterraggio corti.

## Descrizione tecnica
Aereo sperimentale, monoplano, monomotore, monoposto. L'ala, dell'apertura di 6,6 m, era posizionata in posizione mediana avanzata per questioni di centraggio, e per consentire di utilizzare con perdite minime il flusso generato dal propulsore. Quest'ultimo, installato sul muso, era un turbofan Pratt & Whitney Canada JT15D-1 erogante 9,8 kN. Esso era alimentato da un doppio condotto che indirizzava il flusso direttamente sull'ala, per mezzo di due ampie fessure poste sull'estradosso, con circa il 70% dell'apertura soffiata. Tale flusso era utilizzato per la propulsione, e alimentava, alle basse velocità, i flap del tipo Coandă, che deviavano verso il basso il flusso sino ad elevati angoli di deflessione, 52°. Esso era energizzato da due alule che creavano un altro slot di accelerazione sopra l'estradosso alare. La fusoliera ospitava posteriormente l'abitacolo e il cono di coda dotato di piani convenzionali, con quello verticale avente forte freccia positiva. Il piano orizzontale risultava sottodimensionato, e l'aereo aveva scarsa stabilità dinamica longitudinale in volo. Il carrello di atterraggio era del tipo biciclo al fine di consentire decolli e atterraggi corti, a velocità minima.

## Impiego operativo
Il prototipo, designato JW-1 JETWING, fu portato in volo per la prima volta dall'esperto collaudatore della Lockheed Herman Salmon l'11 luglio 1977 sulla pista del deserto del Mojave, in California. I collaudi diedero risultati considerati eccezionali. Lo JW-1 aveva un coefficiente di portanza triplo rispetto ad un aereo dotato di un'ala convenzionale delle stesse dimensioni evidenziando nel contempo una capacità di volo lento tali da consentire a Bartoe di seguirlo volando a bordo di un Piper Super Cub. Il collaudatore “Fish” Salmon eseguì 47 voli di prova, per circa 36 ore di volo, e l'aereo venne portato in volo anche da “Pete” Bartoe, che lo riportò poi a Boulder. Il consumo elevato di carburante, unito alla scarsa capacità del serbatoio, 500 litri, consentiva un'autonomia di volo massima di 40 minuti, e nel volo di trasferimento Bartoe dovette farsi seguire da terra da un'autobotte di carburante guidata dal capomeccanico Brad Davenport, effettuando 11 rifornimenti. Nel 1980 l'US Navy acquistò il velivolo con l'immatricolazione civile N27BB, e in collaborazione con l'università del Tennessee, nella figura dell'ingegnere Dr. Ralph Kimberlin, effettuò una valutazione della durata di un anno. All'epoca lo JW-1 aveva già accumulato 70 ore di volo, ed era stato testato a fondo dai collaudatori dell'US Navy per un totale di circa 100 voli e 59 ore di volo totali. L'aereo poteva volare in volo livellato a 98 km/h con i flap a 30° di deflessione e coefficiente di portanza di 3,5. La velocità massima registrata fu di 645 km/h, e sarebbe potuto essere più alta se si fossero tolte le alule augmenter. Tali collaudi non vennero compiuti a causa dei problemi di stabilità emersi alle basse velocità, che potevano essere risolti solo con la riprogettazione del piano di coda. Le effettive prestazioni alle basse velocità non furono mai rilevate sempre per i problemi causati dal piano di coda che andava in stallo, pur non compromettendo il pilotaggio dell'aereo.
Alla conclusione del programma di collaudi il velivolo fu donato all'University of Tennessee Space Institute di Tullahoma, che nel 2007 lo diede al Wings Over the Rockies Air and Space Museum di Denver, Colorado, dove si trova tuttora.

## Utilizzatori
Stati Uniti
- United States Navy

### Annotazioni
1. ↑  Bartoe definì il fenomeno "Supercircolazione".

### Fonti
1. ↑  Taylor 1989, p. 121.
2. 1 2  Aicraft in Focus.
3. 1 2 3  VFR Aviation n.63, settembre 2020, p. 74.
4. 1 2 3 4 5 6 7  VFR Aviation n.63, settembre 2020, p. 75.
5. 1 2 3 4 5 6 7 8 9  VFR Aviation n.63, settembre 2020, p. 76.
6. 1 2 3  VFR Aviation n.63, settembre 2020, p. 77.